# 正谷栄邦
正谷 栄邦　(まさたに よしくに、1944年 - )は、元日産の自動車クラブのひとつPMC・Sに所属していたアマチュアドライバーで、スカイライン2000GT-R52勝（諸説あり）のうち1勝を挙げた。

## 経歴
1969年、スカイライン2000GT-Bでデビュー。しかし競争力に欠け、翌70年シーズンからは一時レース活動を止めることになった千代間由親（67年～69年、71年～73年までレース活動を行っていたPMC・S所属のアマチュアドライバーで、GT-Rでは2勝を挙げた）からGT-Rを譲り受け、レースに出場するようになる。同年5月の「70JAFグランプリ」では大クラッシュ（マシンの後半部分が完全に大破するほどのひどいクラッシュだった）を演じ、その後ワークスがセダンから2ドアのハードトップに替えたのを期に、セダンをハードトップに作り変えて参戦を続け、71年の富士フレッシュマンレースで優勝、73年の全日本富士1000kmレースで5位入賞の成績を残した。

## エピソード
彼が所有していたGT-Rは、その後数人のオーナーを経て現在も大切に保存されている。（カラーリングは73年全日本富士1000kmレース当時のまま）